# Mūlki
Mūlki är en ort i Indien.   Den ligger i distriktet Dakshina Kannada och delstaten Karnataka, i den södra delen av landet, 1 700 km söder om huvudstaden New Delhi. Mūlki ligger 26 meter över havet och antalet invånare är 17 259.
Terrängen runt Mūlki är platt. Havet är nära Mūlki västerut. Runt Mūlki är det mycket tätbefolkat, med 1 692 invånare per kvadratkilometer. Mūlki är det största samhället i trakten. Omgivningarna runt Mūlki är en mosaik av jordbruksmark och naturlig växtlighet.